# تاريخ المسيحية في رومانيا

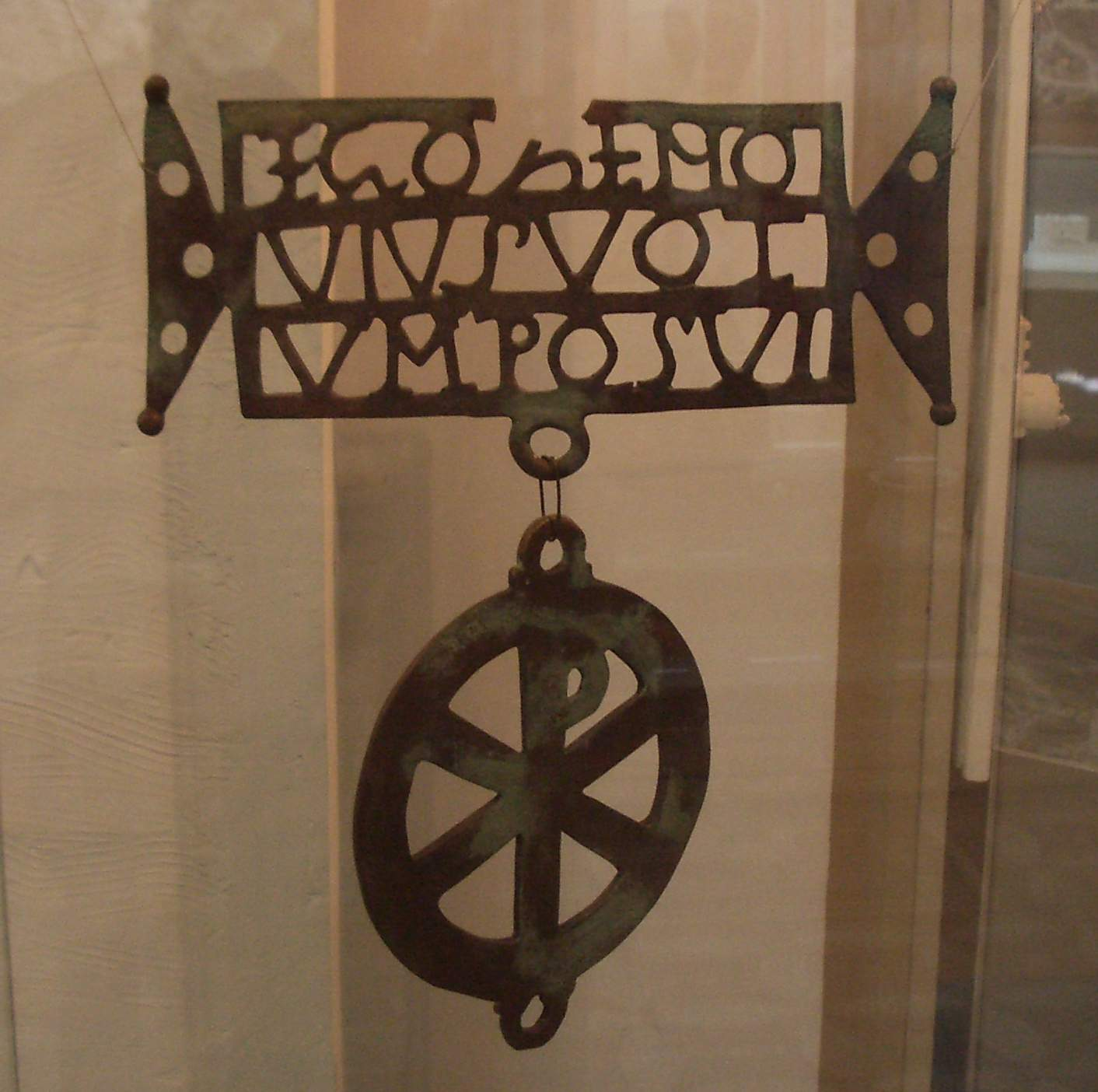

بدء تاريخ المسيحية في رومانيا في مقاطعة مويسيا الرومانية، التي استُشهِد بها العديد من المسيحيين مع نهاية القرن الثالث. عُثر على دليل بوجود مجتمعات مسيحية في رومانيا الحديثة في ما يزيد عن مئة موقع أثري يعودوا إلى القرنين الثالث والرابع. على الرغم من ذلك، يندُر وجود أية مصادر منذ القرن السابع حتى العاشر ما يدل على تراجع المسيحية خلال هذه الفترة.
ينتمي أغلب الشعب الروماني إلى الكنيسة الأرثوذكسية، في حين تنتمي أغلب الجموع التي تتحدث اللغات الرومانسية إلى الكنيسة الكاثوليكية. اشتقت معظم المصطلحات المسيحية من أصل لاتيني، رغم الإشارة إلى الرومانيين باسم الفلاكس في مصادر القرون الوسطى، استعاروا العديد من المصطلحات السلافية الجنوبية بسبب الطقوس الدينية التي تولتها الكنسية السلافية القديمة. ظهرت الترجمات الرومانية الأولى للنصوص الدينية في القرن الخامس عشر، وصدرت أول ترجمة كاملة للكتاب المقدس في عام 1688.
أقدم دليل على وجود تسلسل هرمي للكنيسة الأرثوذكسية بين الرومانيين شمال نهر الدانوب هو ثور بابوي مؤلف من 1234 شخص. في الأراضي الواقعة شرق جبال الكاربات وجنوبها، تأسست مديريتان تابعتان لبطريرك القسطنطينية المسكوني بعد تأسيس الإمارتين والاشيا ومولدافيا في القرن الرابع عشر. قدم نمو الرهبانية في مولدافيا رابطًا تاريخيًا بين إحياء التنسك في القرن الرابع عشر والتطور الحديث للتقليد الرهباني في أوروبا الشرقية. قُبِلَت الأرثوذكسية لعدة قرون في المناطق الواقعة غرب الكاربات فقط في الأماكن التي تأسست بها أبرشيات الروم الكاثوليك داخل مملكة المجر في القرن الحادي عشر. في هذه الأقاليم، التي تحولت إلى إمارة ترانسيلفانيا في القرن السادس عشر، مُنِحَت أربعة «أديان مقبولة» – الكاثوليكية، والكالفينية، واللوثرية، والتوحيد – مكانة مميزة. بعد ضم الإمارة من قِبَل إمبراطورية هايسبورغ، أعلن جزء من رجال الدين الأرثوذكس المحليين الاتحاد مع روما في عام 1698.
أُعتُرِفَ رسميًا بالقبول الذاتي للكنيسة الرومانية الأرثوذكسية في عام 1885، بعد سنوات من اتحاد والاشيا ومولدافيا في رومانيا. أُعلنت الكنيسة الأرثوذكسية والكنيسة الرومانية كنائس قومية بروما في عام 1923. ألغت السلطات الشيوعية الأخيرة، وخضعت الأولى للحكومة عام 1948. أُعيد تأسيس الكنيسة الموحدة بعد انهيار النظام الشيوعي عام 1989. يُشدد دستور رومانيا الآن على استقلالية الكنائس عن الدولة.

## أديان ما قبل المسيحية
تميزت ديانة الداشيين، وهم شعب هندي أوروبي سكن مناطق الدانوب السفلى في العصور القديمة، بالإيمان بخلود الروح. سمة رئيسية أخرى لهذه الديانة كانت عبادة الزالموكسيس؛ يتواصل أتباع زالموكسيس معه عن طريق التضحية البشرية. ضُمت دوبروجا الحديثة، المنطقة الواقعة بين نهر الدانوب والبحر الأسود، إلى مقاطعة مويسيا الرومانية في عام 46 ميلاديًا. بقيت طقوس الآلهة اليونانية سائدة في هذه المنطقة، حتى بعد التنصير. تحولت بنات الحديثة، وأولتانيا، وترانسيلفانيا إلى مقاطعة «داسيا ترايانا» الرومانية في عام 106. بسبب الاستعمار الضخم، عرفت الطقوس التي نشأت في مقاطعات الإمبراطورية الأخرى طريقها إلى داسيا. كُرِسَ حوالي 73% من كل الآثار الكتابية في هذا الوقت للآلهة اليونانية الرومانية.
حُلَت مقاطعة «داسيا ترايانا» في عام 270. أصبحت دوبروغا الحديثة مقاطعة منفصلة تحت اسم «سيثيا الصغرى» في عام 297.

## أصل المسيحية الرومانية
أقدم دليل على وجود تسلسل هرمي للكنيسة الأرثوذكسية بين الرومانيين شمال نهر الدانوب هو ثور بابوي مؤلف من 1234 شخص. في الأراضي الواقعة شرق جبال الكاربات وجنوبها، تأسست مديريتان تابعتان لبطريرك القسطنطينية المسكوني بعد تأسيس الإمارتين والاشيا ومولدافيا في القرن الرابع عشر. قدم نمو الرهبانية في مولدافيا رابطًا تاريخيًا بين إحياء التنسك في القرن الرابع عشر والتطور الحديث للتقليد الرهباني في أوروبا الشرقية. قُبِلَت الأرثوذكسية لعدة قرون في المناطق الواقعة غرب الكاربات فقط في الأماكن التي تأسست بها أبرشيات الروم الكاثوليك داخل مملكة المجر في القرن الحادي عشر. في هذه الأقاليم، التي تحولت إلى إمارة ترانسيلفانيا في القرن السادس عشر، مُنِحَت أربعة «أديان مقبولة» – الكاثوليكية، والكالفينية، واللوثرية، والتوحيد – مكانة مميزة. بعد ضم الإمارة من قِبَل إمبراطورية هايسبورغ، أعلن جزء من رجال الدين الأرثوذكس المحليين الاتحاد مع روما في عام 1698.
نشأت المفردات الدينية الرئيسية للغة الرومانية من اللاتينية. تتضمن الكلمات المسيحية التي حُفظت من اللاتينية البوتيزا («المعمودية»)، و الياو ياتي («عيد الفصح»)، و البريوت («كاهن»)، والكروسي («صليب»). بعض الكلمات، مثل («الكنيسة») من الباسيليكا، و («الله») من دومين ديوس، مستقلة عن مرادفاتها في اللغات الرومانسية الأخرى.
يثبت الوجود الحصري في اللغة الرومانية للمفردات اللاتينية الخاصة بمفاهيم الإيمان المسيحية قِدَم الديانة المسيحية الرومانية؛ بعض الأمثلة هي:
- آرا -مذبح («مذبح»)،
- إنجيليس -إنجر («ملاك»)،
- باسيليكا -بيسيريك كومبتشيه («كنيسة»)،
- معمودية -بوتيزا («تعميد»)،
- قانتارية -قانتارية («ترتيلة»)،
- كروكس -كروسي («صليب»)،
- التزكيات -كوماندا،
- كريديري -كريدي («الإيمان»)،
- كريستيانوس -كريستيانوس -كيرستين («مسيحي»)،
- دراكو -دراك («الشر»)،
- كارنيم ليغاري -كارنيليغي،
- كاسيوم ليغاري –كاسيلغي،
- أوميناريا -لومانياري («شمعة»)،
- يكس -ليج («قانون، إيمان»)،
- النصيب التذكاري -مورمانت («مقبرة»)،
- بريشبيتر -بريوت («كاهن»)، إلى آخره.

ينطبق الأمر نفسه على الطوائف المسيحية في الأعياد المسيحية الرئيسية: («عيد الميلاد») من (الكالاتيو اللاتيني أو من الكرياتيو اللاتيني) و بوبوت تيل («عيد الفصح») (من اللاتينية باشا)؛ وأيضًا للتضرعات إلى الإله: دومين ديوس –دومنزيو («الله»).
اعتمدت اللغة الرومانية أيضًا على العديد من المصطلحات الدينية السلافية. على سبيل المثال، كلمات مثل داه («نفس، روح»)، و إياد («جحيم»)، و راي («فردوس»)، و تناع («غموض، سر») هي من أصل سلافي جنوبي. دخلت بعض المصطلحات ذات الأصل اليوناني واللاتيني، مثل كالوجار («راهب») و رسالي («آخر الأسبوع»)، اللغة الرومانية عن طريق السلافية. أستُعِيرَ عدد أقل من المصطلحات الدينية من اللغة المجرية. مثل مانتواير («الخلاص») و بيلدا («المثل»).
توجد عدة نظريات تتعلق بأصل المسيحية في رومانيا. أولئك الذين يعتقدون أن الرومان انحدروا من سكان «داسيا تريانا» يقترحون أن انتشار المسيحية تزامن مع تشكيل الأمة الرومانية. استمرت كتابة أسلافهم بالحروف اللاتينية وتحولهم إلى المسيحية، كنتيجة مباشرة للاتصال بين الداشيين والمستعمرين الرومان، لعدة قرون. وفقًا للمؤرخ إيوان أوريل بوب، كان الرومانيون أول من اعتنق المسيحية بين الشعوب التي تسكن الآن المناطق المتاخمة لرومانيا. تبَنَوا الطقوس السلافية عندما أُدخِلت في الإمبراطورية البلغارية الأولى المجاورة وكييفان روس في القرنين التاسع والعاشر. وفقًا لنظرية علمية متوافقة، تحول أسلاف الرومان إلى المسيحية في المقاطعات الواقعة جنوب نهر الدانوب (في بلغاريا وصربيا حاليًا) بعد إضفاء طابع قانوني إليها في كافة أنحاء الإمبراطورية الرومانية في عام 313. تبَنَوا الطقوس السلافية خلال الإمبراطورية البلغارية الأولى قبل بدء هجرتهم إلى أراضي رومانيا الحديثة في القرن الحادي عشر أو الثاني عشر.

## فترة الرومان
يرجع تاريخ المجتمعات المسيحية في رومانيا إلى القرن الثالث على الأقل. وفقًا لتاريخ شفهي سجله هيبوليتوس ملك روما للمرة الأولى في أوائل القرن الثالث، نُشرت تعاليم يسوع المسيح لأول مرة في «سيثيا» بواسطة القديس أندرو. إذا كانت كلمة «سيثيا» تشير إلى سيثيا الصغرى، وليس إلى شبه جزيرة القرم حسب إدعاء الكنيسة الأرثوذكسية الروسية، يمكن اعتبار المسيحية في رومانيا ذات أصل رسولي.